# Dagmar Engel (Journalistin)
Dagmar Engel (* 26. April 1960) ist eine deutsche Journalistin. Sie ist seit dem 1. Januar 2012 Chefredakteurin der neugeschaffenen Multimediadirektion Global der Deutschen Welle.

## Leben
Engel studierte Germanistik, Politikwissenschaft und Publizistik. Nach ihrem Berufseinstieg bei einer kleinen Essener Filmproduktionsfirma war sie zunächst beim WDR und bei  RIAS TV tätig. Im Jahr 1992 ging aus RIAS TV das deutsche Auslandsfernsehen der Deutschen Welle (DW-TV) hervor, wo Engel anfangs als Nachrichtenredakteurin arbeitete und später zur stellvertretenden Programmbereichsleiterin im Bereich Aktuelles und Nachrichten aufstieg. Von 1997 bis 1998 ging sie in die USA, wo sie als  TV-Korrespondentin aus dem DW-Studio Washington berichtete. Danach übernahm sie die Leitung des Bereichs Nachrichten und Tagesthema  sowie zeitgleich auch die Position der Stellvertreterin des Chefredakteurs. Ab dem Jahr 2002 war sie Chefredakteurin von DW-TV. 
Dagmar Engel ist verheiratet mit dem Journalisten und Verleger Andreas Rostek. Sie lebt und arbeitet in Berlin.

## Ehrenamtliches Engagement
Engel ist seit 2010 Mitglied der Jury Fernsehen des Axel-Springer-Preises für junge Journalisten und sitzt außerdem im Beirat der Civis Medienstiftung.
Sie  ist Vorstandsmitglied des  Vereins ProQuote Medien e. V., der seit Juni 2012 die journalistische  Gleichstellungsinitiative Pro Quote koordiniert.  